# 清砂大橋
清砂大橋（きよすなおおはし）は、東京都江東区新砂と江戸川区清新町の間の荒川（荒川放水路）および中川に架かる東京都道・千葉県道10号東京浦安線（清砂支線）の橋である。事業中は荒川横断橋梁の仮称が与えられていた。

## 橋の概要

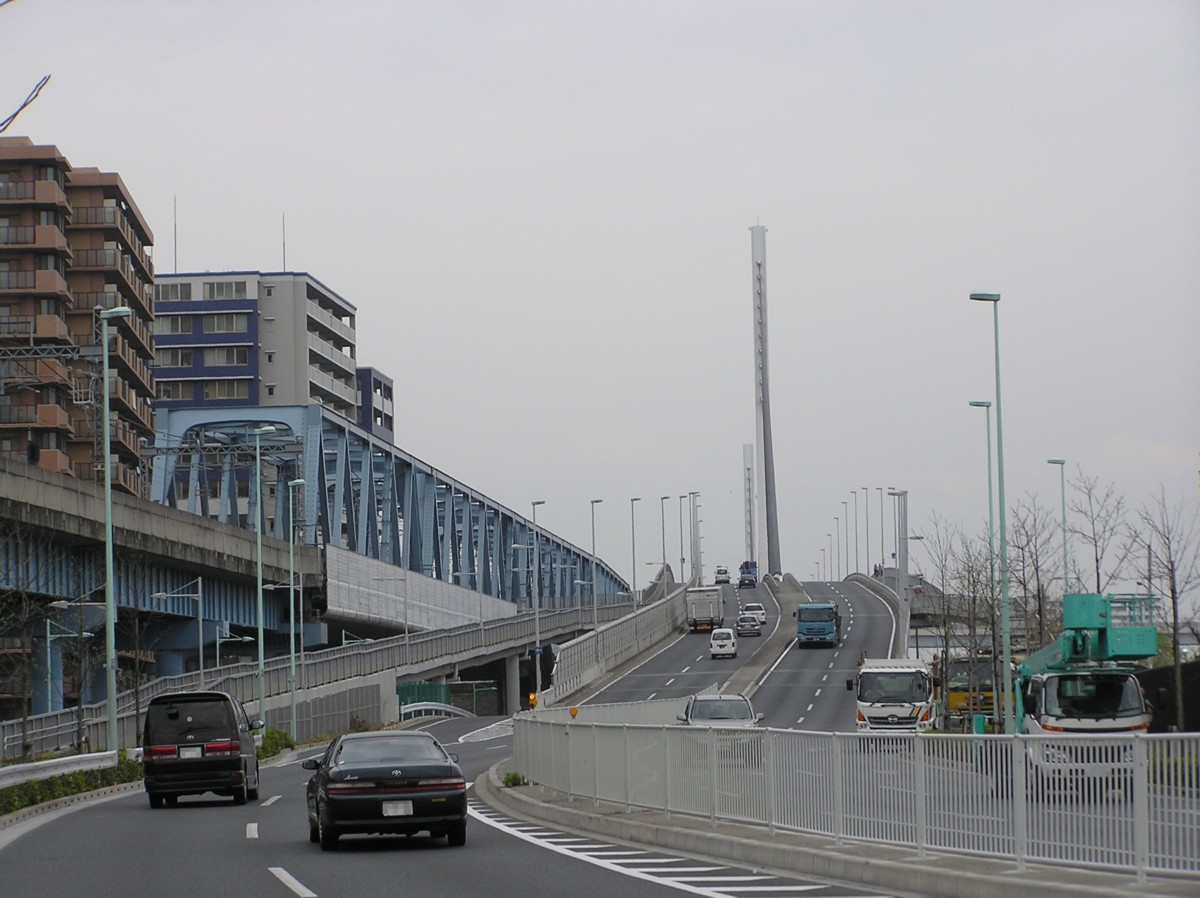
上流側で東京メトロ東西線が並行している。（江東区側から。2007年4月）

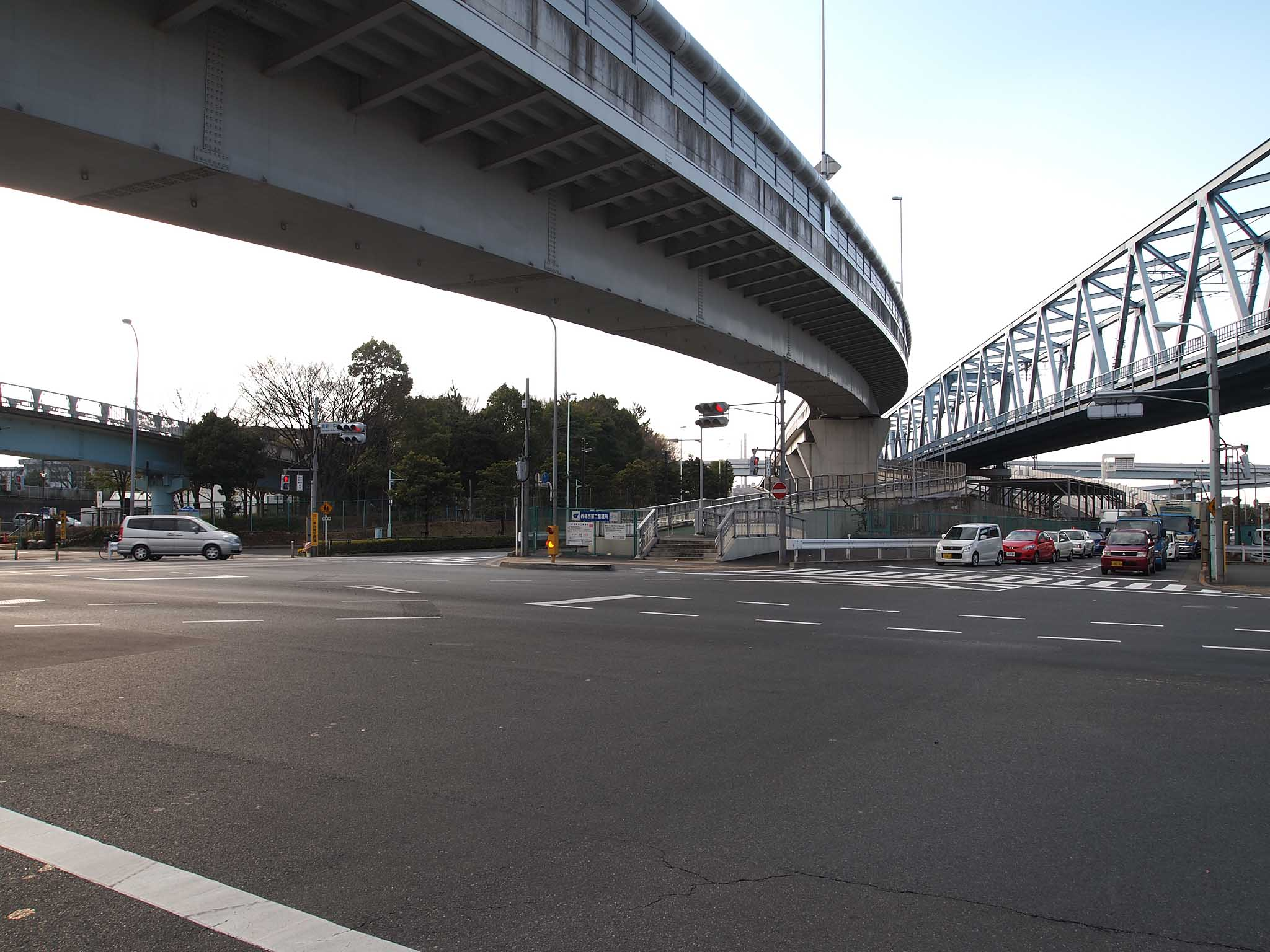
清新一中北交差点から江東区方面を望む。東行き車線は交差点をオーバークロスしている。（2011年2月）

荒川の河口から0.5 kmの地点に架かる橋で、東岸は江戸川区清新町一丁目、西岸は江東区新砂三丁目。橋名はそれぞれの町名から一文字ずつとって命名された。22メートル上流側の東京メトロ東西線荒川中川橋梁と平行し、江戸川区側で首都高速中央環状線の下をくぐり、清新町出入口を構造体に含む。
東行き車線の下り坂（江戸川区側）は、船堀街道（清新一中北交差点）と清新町出入口の入路を橋長225 m、幅員7.25 mの曲線橋で跨いでいるため、構造上江東区側から直接船堀街道や首都高速清新町出入口を利用することができない。逆に、船堀街道や清新町出口から清砂大橋を渡って江東区へ行くことは可能である。
橋の管理者は東京都で、災害時に防災拠点等に緊急輸送を行なうための、東京都の一般緊急輸送道路に指定されている。2004年度に全建賞（都市部門）を受賞している。

### 諸元
- 構造形式 - 3径間連続斜張橋（主塔間230 m）
- 橋長 - 1317.2 m（東京都内の一般道にかかる橋として船堀橋に次いで2番目に長い）[11][12]
- 全幅員 - 26.0 m[3]（4車線）
- 有効幅員 - 22.7 m（車道15.0 m、歩道3.85 m×2）[3]
- 最大支間長 - 230.0 m
- 支間割 - 60.0 m＋（169.0 m＋230.0 m＋146.4 m）＋（134.3 m＋112.6 m）[3]
- 鋼重 - 10788 t[1]
- 主塔の高さ - 55.0 m
- 竣工 - 2001年（平成13年）[1]
- 施工会社 - 石川島播磨重工業（IHI）・宮地鐵工所（宮地エンジニアリング）・川田工業JV、日本鉄塔工業、日立造船、横河ブリッジ

## 橋の建設
橋は1996年（平成8年）に着工し、2001年（平成13年）に完工され、2004年（平成16年）3月28日に開通した。架設工法としてトラッククレーンベント工法、および台船一括架設工法が用いられた。開通式典は前日である3月27日午前10時より右岸側橋詰にて石原慎太郎都知事ら300名の来賓が参加する中挙行され、テープカットやくす玉開披が執り行われたあと、下り線側で4組の三世代家族が車による渡り初めが行なわれた。また、上り線側では一般観客5000名が参加して徒歩による渡り初めが行なわれた。開通式典後は橋上の車道が開放され、富賀岡八幡宮や地元自治会によるさまざまな余興も行なわれた。

## 周辺
当橋の500メートル下流側に荒川0キロ標があり、その川下側に荒川と中川の合流点があるが、法令上としての中川の河川区域は東京湾まで続いている。かつてはこの橋のすぐ下流側が荒川の河口であった。
- 西葛西駅
- 東京都道449号新荒川堤防線
- 東京都道450号新荒川葛西堤防線
- 江戸川区立清新第一中学校
- 江東区立第二砂町中学校
- 江東区立第五砂町小学校
- 八幡神社
- 総合レクリエーション公園
- 清新町緑地
- 荒川砂町水辺公園
- 日本郵便東京国際支店
- 東京電力パワーグリッド江東変電所

## 隣の橋
- 荒川

（上流） - 葛西橋 - 荒川中川橋梁 - 清砂大橋 - 荒川河口橋 - 荒川湾岸橋 - （下流）
- 中川

（上流） - 葛西橋 - 荒川中川橋梁 - 清砂大橋 - （荒川に合流） - 荒川河口橋 - （下流）